# Desa Saradan (administrativ by i Indonesien, lat -7,46, long 110,99)
Desa Saradan är en administrativ by i Indonesien.   Den ligger i provinsen Jawa Tengah, i den västra delen av landet, 500 km öster om huvudstaden Jakarta.